# Charlotte Barbier-Krauss

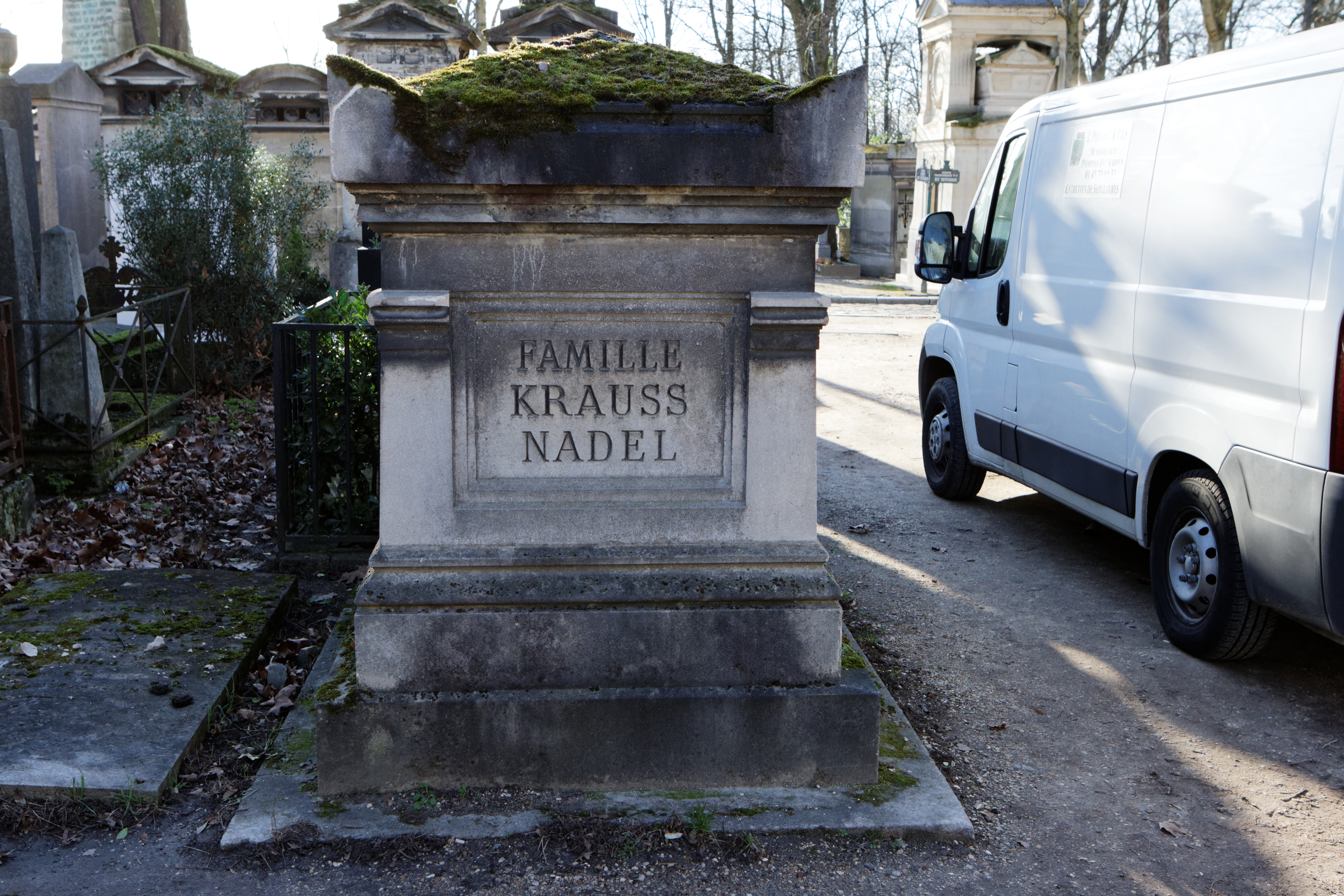
Tombe au cimetière du Père-Lachaise.

Charlotte Barbier-Krauss née Charlotte Eugénie Ernestine Barbier le 1er janvier 1877 dans le 10e arrondissement de Paris et morte le 19 septembre 1938 dans le 17e arrondissement de la même ville est une actrice française.

## Biographie
Charlotte Barbier épouse le réalisateur Henry Krauss le 23 juin 1914. Leur fils est le décorateur Jacques Krauss (1900-1957).
Elle est inhumée à Paris au cimetière du Père-Lachaise (43e division).

## Filmographie
- 1909 : La Tragédie de Belgarde
- 1910 : Le Berceau vide de Georges Monca
- 1910 : Le Bossu d'André Heuzé : Aurore de Caylus
- 1910 : La Bouteille de lait d'Albert Capellani
- 1910 : Le Dernier Rôle de Michel Carré
- 1910 : La Grève des forgerons de Georges Monca
- 1910 : La Libératrice de Georges Monca
- 1910 : Le Reflet du vol ou L'empreinte de Georges Monca
- 1910 : Le Violon du grand-père de Michel Carré
- 1911 : La Vieille Servante
- 1911 : Le Vieux Comédien de Michel Carré
- 1914 : L'Infirmière d'Henri Pouctal
- 1914 : Quatre-vingt-treize d'Albert Capellani et André Antoine : la Flécharde
- 1916 : Le Chemineau d'Henry Krauss
- 1917 : Le Porteur des halles de Gaston Leprieur : Madame Jourdan
- 1917 : Le Chemineau
- 1921 : L'Empereur des pauvres de René Leprince : Madame Gobain
- 1921 : Miss Rovel de Jean Kemm : Agathe Ferray
- 1921 : Les Trois Masques d'Henry Krauss : Signora Della Corda
- 1923 : Romain Kalbris de Georges Monca
- 1925 : Le Calvaire de Dona Pia d'Henry Krauss : Dona Pia
- 1925 : Poil de carotte de Julien Duvivier : Madame Lepic
- 1926 : Le Juif errant de Luitz Morat : Françoise
- 1928 : La Divine Croisière ou Le miracle de la mer de Julien Duvivier : Madame de Saint-Ermont
- 1930 : Le Poignard malais de Roger Goupillières : Madame Moutier
- 1932 : Chair ardente de René Plaissetty : la mère
- 1934 : Les Misérables de Raymond Bernard : Toussaint
- 1934 : Fédora de Louis Gasnier
- 1936 : Blanchette de Pierre Caron : la chômeuse
- 1937 : La Danseuse rouge ou La Chèvre aux pieds d'or de Jean-Paul Paulin
- 1937 : L'Homme du jour de Julien Duvivier : Madame Legal, la directrice de la pension
- 1937 : L'Homme de nulle part de Pierre Chenal : Madame Pascal
- 1937 : Salonique, nid d'espions (ou Mademoiselle Docteur) de Georg Wilhelm Pabst : la tenancière
- 1938 : Orage de Marc Allégret : la mère de Georges
- 1938 : La Rue sans joie d'André Hugon : la mère de Jeanne

## Théâtre
- 1921 : Jacqueline de Sacha Guitry d'après Henri Duvernois, théâtre Édouard VII
- 1923 : L'Homme enchaîné d'Édouard Bourdet, théâtre Fémina
- 1928 : J'ai tué de Léopold Marchand, mise en scène René Rocher, théâtre Antoine
- 1932 : Signor Bracoli de Jacques Deval, mise en scène Lucien Rozenberg, théâtre des Nouveautés
- 1932 : Jeanne d'Henri Duvernois, mise en scène Jacques Copeau, théâtre des Nouveautés
- 1937 : Pamplemousse d'André Birabeau, théâtre Daunou